# Say My Name
„Say My Name” – trzeci singiel promujący płytę The Writing’s on the Wall zespołu Destiny’s Child. Piosenkę napisali Rodney Jerkins, Fred Jerkins III, LaShawn Daniels, Beyoncé Knowles, LeToya Luckett, LaTavia Roberson, Kelly Rowland.

## O piosence
Rodney Jerkins, amerykański autor i producent piosenek, zajmował się produkcją The Writing’s on the Wall. Była to jego pierwsza współpraca z Destiny’s Child. Kiedy napisali „Say My Name”, Beyoncé się nie spodobało, twierdziła, że piosenka jest jak „dżungla”.
W trakcie sesji fotograficznej do albumu, ojciec i menadżer Beyoncé, Matthew Knowles, wszedł do studia i powiedział córce, że Jerkins napisał „Say My Name” jeszcze raz. Poprosił ją o przesłuchanie piosenki i wsłuchanie się w nią.

## Treść piosenki
Piosenka opowiada o dziewczynie, która dzwoni do swojego narzeczonego, podejrzewając go o zdradę. Prosi go aby powiedział dwie kwestie: jej imię i „Kochanie, kocham Cię”. Facet ociąga się z wypowiedzeniem tych kilku wyrazów, najprawdopodobniej dlatego, aby nie usłyszała go dziewczyna, z którą zdradza narzeczoną. W piosence Beyoncé śpiewa główny tekst, LaTavia śpiewa echa słów Beyoncé, LeToya śpiewa wysokie dźwięki w refrenie, a Kelly śpiewa refren. Jest to jedna z niewielu piosenek z The Writing’s on the Wall, w której śpiewa cała grupa. Od 2001 roku wszystkie piosenki wykonuje cały zespół.

## Teledysk
Teledysk został nakręcony w 1999 roku, jeszcze za czasów, gdy LaTavia i LeToya pracowały z Destiny’s Child. W grudniu 1999 Matthew Knowles zatrudnił Farrah Franklin i Michelle Williams. Nakręcono teledysk po raz drugi. LeToya i LaTavia zostały w nim zastąpione przez Michelle i Farrah. Kiedy teledysk zadebiutował w 2000 roku, fani byli zaskoczeni tą zamianą.

## Sprawa w sądzie
LaTavia i LeToya nie wiedziały, że Matthew Knowles już ich nie chce w Destiny’s Child, dopóki nie zobaczyły nowej wersji teledysku do „Say My Name”. Wniosły pozew do sądu i rozpoczął się proces przeciw Knowles, Rowland i Matthew Knowlesowi, który on chciał wykorzystać jako powód do zrujnowania kariery Luckett i Roberson. Pod koniec roku dziewczyny uznały, że nie będą obarczać winą Beyoncé i Kelly, ale utrzymały sprzeciw przeciwko menadżerowi grupy.

## Lista utworów
US Promo CD Single
1. „Say My Name” – 4:28
2. „Say My Name” (Timbaland Remix) – 5:02

US Maxi CD Single
1. „Say My Name” – 4:28
2. „Say My Name” (Timbaland Remix) – 5:02
3. „Say My Name” (Maurice’s Millennium Mix) – 7:35
4. „Say My Name” (Daddy D Remix w/ Rap) – 4:48
5. „Say My Name” (Featuring Kobe Bryant) – 4:27

German CD Single
1. „Say My Name” (Radio Edit) – 3:46
2. „Say My Name” (Album Version) – 4:28
3. „Say My Name” (Timbaland Remix) – 5:02
4. „Say My Name” (Featuring Kobe Bryant) – 4:27
5. „Say My Name” (Daddy D Remix w/o Rap) – 4:48

International CD Single
1. „Say My Name” (Album Version) – 4:28
2. „Say My Name” (Instrumental) – 4:27
3. „Say My Name” (A Capella) – 4:00
4. „Bills, Bills, Bills” (Album Version) – 4:14

## Remiksy
„Say My Name” (Bronski Beat)
„Say My Name” (DJBBenAyJay LateNight Dance Mix)
„Say My Name” (Daddy D Remix)
„Say My Name” (DJ Xtreme)
„Say My Name” (Digital Black & Groove Club Mix)
„Say My Name” (Dreem Teem Club Mix)
„Say My Name” (feat. Kobe Bryant)
„Say My Name” (Jazzy Bass Remix)
„Say My Name” (Maurice’s Bass 2000 Mix)
„Say My Name” (Maurice’s Millennium Mix)
„Say My Name” (Maurice’s Old Skool Dub Mix)
„Say My Name” (Nitro Remix) (feat Nitro & Chief of Mob Playas)
„Say My Name” (Noodles Mix)
„Say My Name” (Remix) (feat. Kobe Bryant)
„Say My Name” (Sidney's 2step RMX)
„Say My Name” (Storm Mix By Tariq)
„Say My Name” (Timbaland Remix) (feat Static Major)

## Pozycje na listach przebojów
| Lista (2000)                         | Najwyższa pozycja |
| ------------------------------------ | ----------------- |
| Australian ARIA Singles Chart        | 1                 |
| Canadian Singles Chart               | 2                 |
| French Singles Chart                 | 10                |
| German Singles Chart                 | 14                |
| Irish Singles Chart                  | 14                |
| New Zealand RIANZ Singles Chart      | 4                 |
| Swedish Singles Chart                | 16                |
| UK Singles Chart                     | 3                 |
| U.S. Billboard Hot 100               | 1                 |
| U.S. Billboard Hot R&B/Hip-Hop Songs | 1                 |
| U.S. Billboard ARC Weekly Top 40     | 1                 |